# 盧尼亞 (市鎮)
卢尼亚是爱沙尼亚塔尔图县的一个乡村型市镇。行政中心为盧尼亞。市镇面积为132平方公里，2021年时人口数量为5,185人。

## 行政管理
2017年爱沙尼亚行政改革后，卢尼亚市镇的行政地位和范围没有变化。
卢尼亚市镇包括盧尼亞小镇和20个村庄。